# Cleuville
Cleuville ist eine französische Gemeinde mit 188 Einwohnern (Stand: 1. Januar 2022) im Département Seine-Maritime in der Region Normandie (vor 2016 Haute-Normandie). Sie gehört zum Arrondissement Dieppe (bis 2017 Le Havre) und zum Kanton Saint-Valery-en-Caux (bis 2015 Ourville-en-Caux).

## Geographie
Cleuville liegt etwa 50 Kilometer nordwestlich von Rouen. Umgeben wird Cleuville von den Nachbargemeinden Le Hanouard im Norden und Nordosten, Sommesnil im Osten und Nordosten, Héricourt-en-Caux im Osten und Südosten, Ancourteville-sur-Héricourt im Süden und Südosten, Thiouville im Süden und Südwesten sowie Beuzeville-la-Guérard im Westen.

## Bevölkerungsentwicklung
| Jahr                      | 1962 | 1968 | 1975 | 1982 | 1990 | 1999 | 2006 | 2013 |
| Einwohner                 | 146  | 148  | 120  | 112  | 111  | 119  | 147  | 192  |
| Quelle: Cassini und INSEE |      |      |      |      |      |      |      |      |

## Sehenswürdigkeiten
- Kirche Saint-Léger aus dem 11. Jahrhundert
- Herrenhaus Cleuville aus dem 16. Jahrhundert